# Green Bay Packers 1992
La stagione 1992 dei Green Bay Packers è stata la 72ª della franchigia nella National Football League. Sotto la direzione del capo-allenatore al primo anno Mike Holmgren, la squadra terminò con un record di 9-7, chiudendo seconda nella Central Division. Questa stagione vide l'emergere del quarterback Brett Favre, dando inizio al periodo di successi di Green Bay negli anni novanta.

## Brett Favre
Nella seconda gara della stagione 1992, i Packers affrontavano i Tampa Bay Buccaneers. I Buccaneers si trovarono in vantaggio per 17–0 all’intervallo quando il capo-allenatore Mike Holmgren mise in panchina in quarterback titolare Don Majkowski e Favre giocò nel secondo tempo. Nella sua prima gara come Packer, Favre lanciò un passaggio che fu deviato e raccolto da egli stesso. Favre fu placcato per un completo da -7 yard. I Packers persero per 31-3.
Nella terza gara della stagione 1992, l’allora titolare Don Majkowski si infortunò a un legamento contro i Cincinnati Bengals, un infortunio che lo tenne fuori 4 settimane. Favre sostituì Majkowski per il resto della partita. Il nuovo quarterback commise 4 fumble, mentre i tifosi iniziarono a chiedere a gran voce l’ingresso dell’altra riserva, Ty Detmer. Tuttavia, in svantaggio per 23–17 con un minuto e 7 secondi al termine, i Packers iniziarono una serie offensiva dalla loro linea delle 8 yard. Con Favre ancora come quarterback, questi completò un passaggio da 42 yard per Sterling Sharpe. Due giocate dopo, Favre lanciò il touchdown della vittoria a Kitrick Taylor a 13 secondi dal termine.
La settimana successiva contro i Pittsburgh Steelers iniziò la striscia di partenze come titolare consecutive per un quarterback che divenne un record NFL. La partita terminò con una vittoria per 17–3 e il passer rating di Favre fu di 144,6. Nel corso della stagione, il quarterback guidò la squadra a una striscia di sei vittorie consecutive, la più lunga della squadra dal 1965. L’annata si chiuse con un record di 9-7, mancando l’accesso ai playoff nell’ultima partita. Favre fu convocato per il suo primo Pro Bowl.

## Roster
| Roster dei Green Bay Packers nel 1992 |
| --- |
| Quarterback - 11 Ty Detmer - 4 Brett Favre - 7 Don Majkowski Running Back - 34 Edgar Bennett - 45 Dexter McNabb FB - 42 Harry Sydney FB - 39 Darrell Thompson - 29 Marcus Wilson Wide Receiver - 82 Sanjay Beach - 87 Robert Brooks KR/PR - 81 Corey Harris KR - 85 Ron Lewis - 84 Sterling Sharpe Tight End - 80 Jackie Harris - 88 Darryl Ingram - 86 Ed West Offensive Linemen - 63 James Campen C - 71 Cecil Gray T - 65 Ron Hallstrom G - 61 Tom Neville G - 73 Tootie Robbins T - 75 Ken Ruettgers T - 68 Joe Sims T - 52 Frank Winters G/C Defensive Linemen - 74 Lester Archambeau DE - 94 Matt Brock DE - 93 Robert Brown DE - 99 Don Davey DE - 92 John Jurkovic NT - 98 Alfred Oglesby NT Linebacker - 90 Tony Bennett OLB - 51 Jeff Brady ILB - 55 Brett Collins ILB - 56 Burnell Dent ILB - 53 George Koonce ILB/OLB - 91 Brian Noble ILB - 95 Bryce Paup OLB Defensive Back - 27 Terrell Buckley CB/PR - 36 LeRoy Butler SS - 21 Carl Carter CB/SS - 26 Chuck Cecil FS - 25 Vinnie Clark CB - 24 Tim Hauck FS - 47 Roland Mitchell CB - 38 Adrian White SS Special Team - 13 Chris Jacke K - 9 Bryan Wagner P Lista delle riserve - 67 Sebastian Barrie DE (IR) - 89 Mark Chmura TE (IR) - 90 Mark D'Onofrio OLB (IR) - —- Joe Garten G/C (IR) - 50 Johnny Holland ILB (IR) - 77 Tony Mandarich T (NF-Ill.) - 23 Dave McCloughan CB (IR) - 83 Orlando McKay WR (IR) - 57 Rich Moran G (IR) - 96 Shawn Patterson DE (IR) - 72 Harvey Salem T (IR) - 46 Vince Workman RB (IR) Squadra di allenamento - -- Terry Beauford G - -- Scott Bowles G - -- Martin Hochertz DE |
| Legenda - I rookie sono in corsivo. - Il primo ruolo è il principale mentre gli eventuali successivi indicano i ruoli secondari. - (IR) sta per Injured Reserve ed indica la lista ristretta per un solo giocatore infortunato che può tornare ad allenarsi dopo la settimana 6 e a rientrare in prima squadra dopo che questa ha giocato 8 partite. - (NF-Inj.) / (NF-Ill.) stanno rispettivamente per Non-Football Injured e Non-Football Illness ed indicano le liste dove viene inserito un giocatore che ha un infortunio o una malattia non dipendente dal football americano. - (PUP) sta per Physically Unable to Perform ed indica la lista dove viene inserito un giocatore mentre è in attesa di recuperare la condizione fisica. Nella stagione regolare dopo la sesta partita giocata dalla propria squadra, il giocatore ha tempo tre settimane per riprendere ad allenarsi, più tre settimane aggiuntive dal suo rientro agli allenamenti per rientrare in prima squadra. |

## Calendario
| Stagione regolare |                    |                         |                    |                    |                              |                    |
| Turno             | Data               | Avversario              | Risultato          | Record             | Stadio                       | Pubblico           |
| 1                 | 6 settembre        | Minnesota Vikings       | S 20–23 (DTS)      | 0–1                | Lambeau Field                | 58,617             |
| 2                 | 13 settembre       | at Tampa Bay Buccaneers | S 3–31             | 0–2                | Tampa Stadium                | 50,051             |
| 3                 | 20 settembre       | Cincinnati Bengals      | V 24–23            | 1–2                | Lambeau Field                | 57,272             |
| 4                 | 27 settembre       | Pittsburgh Steelers     | V 17–3             | 2–2                | Lambeau Field                | 58,724             |
| 5                 | 4 ottobre          | at Atlanta Falcons      | S 10–24            | 2–3                | Georgia Dome                 | 63,769             |
| 6                 | Settimana di pausa | Settimana di pausa      | Settimana di pausa | Settimana di pausa | Settimana di pausa           | Settimana di pausa |
| 7                 | 18 ottobre         | at Cleveland Browns     | S 6–17             | 2–4                | Cleveland Stadium            | 69,268             |
| 8                 | 25 ottobre         | Chicago Bears           | S 10–30            | 2–5                | Lambeau Field                | 59,435             |
| 9                 | 1 novembre         | at Detroit Lions        | V 27–13            | 3–5                | Pontiac Silverdome           | 60,594             |
| 10                | 8 novembre         | at New York Giants      | S 7–27             | 3–6                | Giants Stadium               | 72,038             |
| 11                | 15 novembre        | Philadelphia Eagles     | V 27–24            | 4–6                | Milwaukee County Stadium     | 52,689             |
| 12                | 22 novembre        | at Chicago Bears        | V 17–3             | 5–6                | Soldier Field                | 56,170             |
| 13                | 29 novembre        | Tampa Bay Buccaneers    | V 19–14            | 6–6                | Milwaukee County Stadium     | 52,347             |
| 14                | 6 dicembre         | Detroit Lions           | V 38–10            | 7–6                | Milwaukee County Stadium     | 49,469             |
| 15                | 13 dicembre        | at Houston Oilers       | V 16–14            | 8–6                | Astrodome                    | 57,285             |
| 16                | 20 dicembre        | Los Angeles Rams        | V 28–13            | 9–6                | Lambeau Field                | 57,796             |
| 17                | 27 dicembre        | at Minnesota Vikings    | S 7–27             | 9–7                | Hubert H. Humphrey Metrodome | 61,461             |

Note: gli avversari della propria division sono in grassetto.

## Classifiche
| NFL Central           |    |    |   |      |     |      |     |     |     |
|                       | V  | S  | P | %    | DIV | CONF | PF  | PS  | STR |
| (3) Minnesota Vikings | 11 | 5  | 0 | .688 | 7–1 | 8–4  | 374 | 249 | V2  |
| Green Bay Packers     | 9  | 7  | 0 | .563 | 4–4 | 6–6  | 276 | 296 | S1  |
| Tampa Bay Buccaneers  | 5  | 11 | 0 | .313 | 3–5 | 5–9  | 267 | 365 | V1  |
| Chicago Bears         | 5  | 11 | 0 | .313 | 3–5 | 4–8  | 295 | 361 | S2  |
| Detroit Lions         | 5  | 11 | 0 | .313 | 3–5 | 3–9  | 273 | 332 | S1  |